# Prociphilus cornifoliae
Prociphilus cornifoliae är en insektsart. Prociphilus cornifoliae ingår i släktet Prociphilus och familjen långrörsbladlöss. Inga underarter finns listade i Catalogue of Life.